# Dreuil-lès-Molliens
Pour les articles homonymes, voir Dreuil.
Dreuil-lès-Molliens est une ancienne commune française située dans le département de la Somme et la région Hauts-de-France. Elle est associée à la commune de Molliens depuis 1972.

## Toponymie
Le nom de la localité est attesté sous les formes Druellum (1154) ; Drueul (1164) ; Druol (1164) ; Druoil (1175) ; Druel (1176) ; Druuel (1215) ; Dreul (1223) ; Drueul juxta Molanum (1301) ; Drueul dessous Moilliens (1301) ; Droeul (1371) ; Drueil (1710) ; Dreuil (1733) ; Dreuil-sous-Molliens (1757) ; Dreuil-lès-Molliens (1763).

C'est un toponyme lié le plus souvent au chêne, du bas-latin *derulla issu du gaulois, équivalent picard de l'oïl drouil, druille « chêne noir à la l'écorce rugueuse, à la végétation tardive ».
La préposition « lès » permet de signifier la proximité d'un lieu géographique par rapport à un autre lieu. En règle générale, il s'agit d'une localité qui tient à se situer par rapport à une ville voisine plus grande. Par exemple, la commune de Dreuil indique qu'elle se situe près de Molliens-Vidame.

## Histoire
Le 1er août 1972, la commune de Dreuil-lès-Molliens est rattachée sous le régime de la fusion-association à celle de Molliens-Vidame qui devient Molliens-Dreuil.

## Politique et administration
| Période                                  | Période  | Identité       | Étiquette | Qualité |
| ---------------------------------------- | -------- | -------------- | --------- | ------- |
|                                          | En cours | Claude Labelle |           |         |
| Les données manquantes sont à compléter. |          |                |           |         |

## Démographie
| 1793 | 1800 | 1806 | 1821 | 1831 | 1836 | 1841 | 1846 | 1851 |
| ---- | ---- | ---- | ---- | ---- | ---- | ---- | ---- | ---- |
| 56   | 48   | 54   | 78   | 71   | 80   | 93   | 98   | 109  |

| 1856 | 1861 | 1866 | 1872 | 1876 | 1881 | 1886 | 1891 | 1896 |
| ---- | ---- | ---- | ---- | ---- | ---- | ---- | ---- | ---- |
| 108  | 105  | 100  | 90   | 80   | 74   | 81   | 78   | 67   |

| 1901 | 1906 | 1911 | 1921 | 1926 | 1931 | 1936 | 1946 | 1954 |
| ---- | ---- | ---- | ---- | ---- | ---- | ---- | ---- | ---- |
| 59   | 62   | 54   | 66   | 44   | 49   | 51   | 35   | 38   |

| 1962 | 1968 | - | - | - | - | - | - | - |
| ---- | ---- | - | - | - | - | - | - | - |
| 33   | 30   | - | - | - | - | - | - | - |

## Lieux et monuments
- Église Saint-Pierre-aux-Liens (XVIe siècle).